# ヤッキ・ドッグ
ヤッキ・ドッグ（英: Yakki Dog）は、シェットランド諸島でみられた犬種である。一説によると、シェットランド・シープドッグの祖先の一つと指摘される。グリーンランドのクジラ猟師が、シェトランド諸島にもたらしたと言われ、ヤッキとはグリーンランドの人々をさすYakという語に由来するという。また別の説によれば、アイスランドから持ち込まれたという。